# Quatre regnes d'Andalusia
Els quatre regnes d'Andalusia (en ortografia antiga castellana, quatro reynos del Andaluzia) és la denominació conjunta que rebien antany els quatre regnes de la Corona de Castella situats al sud de la península Ibèrica, a sud de Sierra Morena.
Per ordre de conquesta, aquests quatre regnes eren: el Regne de Còrdova (1236), el Regne de Jaén (1246), el Regne de Sevilla (1248) i el Regne de Granada (1492). Aquests regnes ocupaven gairebé la mateixa extensió que l'actual comunitat autònoma espanyola d'Andalusia.

## Història
Inicialment els regnes d'Andalusia (o de les Andalusies) eren els tres regnes reconquerits al segle xiii per Ferran III el Sant que passarien a ser anomenats en conjunt com Adelantado mayor de la frontera d'Andalusia, per limitar amb el regne de Granada.
La denominació dels quatre regnes d'Andalusia va començar a utilitzar-se en alguns àmbits almenys des de mitjans de segle xviii. Algunes obres i documents que utilitzen aquesta denominació són els Jutjats militars d'Espanya i les seves Índies de 1792, el Prontuari de les lleis i decrets del Rei nostre Senyor Don José Napoleó I de 1810, i Breus tractats d'esfera i geografia universal de 1833, entre moltes altres.

Els quatre regnes d'Andalusia
Els quatre regnes d'Andalusia en el context general de les províncies de la Corona de Castella

Alguns autors, com l'historiador Antonio Domínguez Ortiz, han indicat la conveniència metodològica de plantejar aquests «Quatre Regnes» com a marc adequat per a l'enfocament de la història andalusa.